# Euphorbia deflexa
Euphorbia deflexa — вид рослин із родини молочайних (Euphorbiaceae), що зростає на півдні Європи.

## Опис
Це гола сіро-зелена рослина заввишки 10–25 см. Листки від округлої до зворотно-яйцюватої форми, цілі, на коротких ніжках. Зонтик 5-променевий. Квітки жовті. Період цвітіння: літо.

## Поширення
Зростає у таких країнах і територіях: Албанія, Греція.